# Vicki Lewis
Vicki Lewis (ur. 17 marca 1960 w Cincinnati, w Ohio) – amerykańska aktorka.

## Filmografia
| Role główne       | Role główne            | Role główne        | Role główne  |
| Rok               | Tytuł                  | Rola               | Notatki      |
| ----------------- | ---------------------- | ------------------ | ------------ |
| 2009-2010         | Słoneczna Sonny        | Joy Bitterman      | nauczycielka |
| 1997              | Polowanie na mysz      | April Smuntz       |              |
| Role drugoplanowe |                        |                    |              |
| Rok               | Tytuł                  | Rola               | Notatki      |
| 1994              | Potyczki z Jeannie     | Millie             |              |
| Role gościnne     |                        |                    |              |
| Rok               | Tytuł                  | Rola               | Notatki      |
| 2005              | Chirurdzy              | Harriet            |              |
| 2005              | Kości                  | Helen Bridenbecker |              |
| 1990-1998         | Kroniki Seinfelda      | Ada                |              |
| Głos i dubbing    |                        |                    |              |
| Rok               | Tytuł                  | Rola               | Notatki      |
| 2016              | Gdzie jest Dory?       | Deb                | Głos         |
| 2010              | Zakochany wilczek      | Eve                | Głos         |
| 2008              | Pingwiny z Madagaskaru | Alice              | Głos         |
| 2008              | Ben 10: Obca potęga    | Serena             | Głos         |
| 2007              | Fineasz i Ferb         | Lulu               | Głos         |
| 2003              | Gdzie jest Nemo?       | Deb                | Głos         |